# Adairsville
Adairsville es un pueblo ubicado en el condado de Bartow en el estado estadounidense de Georgia. En el censo de 2000, su población era de 2.542 habitantes.

## Demografía
En el 2000 la renta per cápita promedia del hogar era de $71,214, y el ingreso promedio para una familia era de $74,828. El ingreso per cápita para la localidad era de $14,828. Los hombres tenían un ingreso per cápita de $31,123 contra $21,899 para las mujeres.

## Geografía
Adairsville se encuentra ubicado en las coordenadas 34°22′6″N 84°55′42″O / 34.36833, -84.92833 (34.368925, -84.928212).
Según la Oficina del Censo, la localidad tiene un área total de 16 km² (6,2 mi²), de la cual 16 km² (6,2 mi²) es tierra y 0 km² (0 mi²) (0.00%) es agua.